# Douglas Silva
Douglas Silva est un acteur brésilien, né à Rio de Janeiro en 1988.
Enfant issu d'une favela, il joue ses premiers rôles dans des films représentant cet univers : le court-métrage Palace II et le film La Cité de Dieu dans le rôle de Dadinho enfant, promis à devenir un des chefs d'une favela de Rio de Janeiro. Dans la série télévisée inspirée de ce film, La Cité des hommes, il incarne Acerola, un des deux principaux rôles, aux côtés de Darlan Cunha.
En 2005, il devient le premier acteur brésilien à être nommé pour les International Emmy Awards.

## Filmographie
- 2002 : La Cité de Dieu de Fernando Meirelles et Katia Lund : Dadinho
- 2002-2005 : La Cité des hommes (série télévisée) : Acérola
- 2008 : La Cité des hommes de Paulo Morelli : Acérola
- 2008 : Blindness de Fernando Meirelles : un piéton
- 2008 : Rio ligne 174 de Bruno Barreto : Patola
- 2009 : India, A Love Story (série télévisée, pendant 38 épisodes) : Juliano

### Télévision
- 2022: Big Brother Brasil 22
- 2023: Dança dos Famosos 20
- 2025: The Masked Singer Brasil 5

## Distinctions

### Récompenses
- 2002 : Festival international du nouveau cinéma latino-américain de La Havane : Meilleur acteur pour La Cité de Dieu

### Nominations
- 2003 : Grande Prêmio do Cinema Brasileiro : Meilleur acteur dans un second rôle pour La Cité de Dieu
- 2005 : International Emmy Awards : Meilleur acteur pour La Cité des hommes